# Трельяр, Жан-Батист
Жан-Батист Трельяр (фр. Jean-Baptiste Treilhard; 3 января 1742, Брив-ла-Гайард — 5 декабря 1810, Париж) — французский политический деятель эпохи Великой Французской революции.

## Биография
Родился в Брив-ла-Гайард, Коррез, затем поселился в Париже, где приобрёл репутацию адвоката в местном парламенте и стал депутатом в Генеральных штатах 1789 года, затем в Национальной конституционной ассамблее, где он принял активное участие в решении вопроса о реорганизации Римско-католической церкви и национализации её имущества.
Не избранный, как и все члены конституционной ассамблеи, в Законодательное собрание, он стал президентом уголовного суда в Париже, но был признан не подходящим для этой должности.
Департамент Сена и Уаза избрал его в Национальный конвент, где он был связан с группой, известной как «Гора» и проголосовал за казнь короля Людовика XVI. Он был членом Комитета общественного спасения и стал председателем Конвента с 27 декабря 1792 года.
При Директории вошёл в Совет пятисот, президентом которого он был в течение месяца нивоза IV года и был членом Кассационного трибунала, а также делегатом на Раштадтском конгрессе (декабрь 1797 года). Трельяр стал председателем Директории в VI году.
После того, как Наполеон Бонапарт совершил переворот 18 брюмера, он стал президентом апелляционного суда и государственным советником в период Консульства и Французской империи. Он сыграл важную роль в разработке наполеоновских кодексов. Трельяр умер сенатором и графом империи.